# I Hear You Knocking
I Hear You Knocking er en amerikansk rythm and blues-sang skrevet af Dave Bartholomew og indspillet første gang af Smiley Lewis.
"I Hear You Knocking" nåede nr. 2 på Billboards R&B singles chart i 1955 og blev Lewis’ største hit. Sangen er siden indspillet af flere andre artister, herunder Fats Domino og af af den walisiske sanger og guitarist Dave Edmunds, hvis coverversion i 1970 nåede nr. 1 på UK Singles Chart, hvor sagen befandt sig i seks uger, lige som Edmunds’ version blev et hit i mange andre lande.
Sangen er i Skandinavien blevet indspillet af bl.a. Eddie Meduza og på dansk af Bamses Venner under titlen "Det' Bare Mig Kaj".